# Alfred Mumbächer
Alfred Mumbächer (* 6. Mai 1888 in Mainz-Bretzenheim; † 13. Februar 1953 in Mainz) war ein deutscher Landschaftsmaler des 20. Jahrhunderts.

## Leben

Schusterstraße in Mainz; Öl auf Malerkarton.

Mumbächer wurde 1888 als zweiter Sohn des Kaufmanns Heinrich Mumbächer und seiner Frau Therese in Mainz geboren.  Er besuchte das Rabanus-Maurus-Gymnasium in Mainz und legte dort das Abitur ab. 1907 begann er ein juristisches Studium in München, wechselte jedoch 1910 zum Studium an die Münchner Kunstakademie. Mumbächer war ein Städte- und Landschaftsmaler des 20. Jahrhunderts.
Die Alfred-Mumbächer-Straße in Mainz-Bretzenheim ist nach ihm benannt.

## Werke (Auswahl)
- Sommerliche Landschaft, sommerliche Wiesenlandschaft mit breitem Feldweg, im Hintergrund Bauerngehöfte. 50 × 60 cm. Öl auf Leinwand
- Ansicht vom Schloss Heidelberg[2]
- Schusterstraße in Mainz[3]